# Saramá
En la mitología védica, Saramā es el nombre que recibe la perra del dios Indra.
La palabra saramá significa ‘la rápida’
En el Rig-veda (10, 14, 10) aparece como la madre de los dos Sarameias [‘hijos de Saramā’], perros guardianes con cuatro ojos de Iama, el dios de los muertos.
En el Rig-veda dice que salió en busca de las vacas robadas por los panis y las recobró.
En otros lugares se la considera como madre de las bestias de presa.
En el Majábharata (1.671) recibe el nombre de Devá Śunī (‘la perra de los dioses’).
El Majábharata y el Paraskara-grijia-sutra dicen que Saramá compuso el verso 10.108 del Rig-veda.
Según lexicógrafos (como Amara Simja, Jalāiudha y Jemacandra, se trataría de cualquier perra en general.
Según el Rámaiana era el nombre de una rākshasī (monstruo femenino). Era la hija del rey gandharva Sailusha, y fue esposa de Vibhishan.
Según el Vajni-purana, una de las esposas del sabio Kashiapa se llamaba Saramá.
- Datos: Q2342528